# Haydar Diljen
Haydar Diljen, född 4 mars 1951, är en kurdisk författare från Turkiet. Han kom till Sverige på 1980-talet. 
Haydar Diljen är far till journalisten Silan Diljen.

### Medförfattare till
- Dergûsa nasnameyê. - Stockholm : Skolverket : Liber distribution, 2002. - 220 s. : ill. (vissa i färg). - ISBN 91-89314-94-8

### Översättare av
- Wolde, Gunilla: Emma ya tixtorî heti = Emma li ba doktor / wergera kurdî, kurmancî: Mahmûd Lewendî, dimilî: Haydar Diljen. - Spånga : Apec, 1997. - [24] s. : färgill. - ISBN 91-89014-18-9
- Wolde, Gunilla: Emma sina tixtordê dindanan heti = Emma li ba doktorê diranan / wergera kurdî, kurmancî: Mahmûd Lewendî, dimilî: Haydar Diljen. - Spånga : Apec, 1997. - [24] s. : färgill. - ISBN 91-89014-17-0
- Wolde, Gunilla: Tûte diçe derve = Tûte yo sino teber / wergera kurdî, kurmancî: Ali Çîftçî, dimilî: Haydar Diljen. - Spånga : Apec, 1997. - [25] s. : färgill. - ISBN 91-89014-13-8
- Wolde, Gunilla: Tûte paste çêdike = Tûte yo pasta virazeno / wergera kurdî, kurmancî: Ali Çîftçî, dimilî: Haydar Diljen. - Spånga : Apec, 1997. - [25] s. : färgill. - ISBN 91-89014-14-6